# ぶどうの木 (レストラン・洋菓子店)
株式会社ぶどうの森は、石川県金沢市を中心に洋菓子製造販売業、レストランを多店舗展開する他、2004年に南仏産ジャムを取り扱う「コンフィチュール エ プロヴァンス」を銀座に出店。その後、生姜シロップ専門店「銀座のジンジャー」で“飲む生姜”を販売している。また、地元農家とのネットワークを活かし石川県産の豆を中心とした農産物を加工販売する「まめや金澤萬久」ブランドを2009年に立ち上げ、九谷焼きの絵師が一つひとつ手描きした豆型容器や金箔貼りのカステラが人気を博している。
2018年からは平焼きバウムクーヘンの表面にフードプリンターで印刷し、高水圧のウォーターカッターで型ぬき加工を施した「カタヌキヤ」のパンダバウムシリーズの製造販売を開始。東京に直営店を３店舗かまえる他、全国各地の催事でも展開中。2022年の創業40周年を機にブランド名称を「ぶどうの木」から「ぶどうの森」に変更し、2024年12月、JR博多シティ内「博多デイトス」に新ブランド【FUQUOKKA（フクオッカ）】を出店。2025年4月には社名も「株式会社ぶどうの森」に変更。

## 店舗
本店
- イタリアンカフェぶどうの森
- レストランぶどうの森　ラ・ヴィーニュ
- レストランぶどうの森　ル・バンケ
- レストランぶどうの森　レ・トネル
- 洋菓子工房ぶどうの森
- まめや金澤萬久
- ガーデン＆ファーム

支店
- カフェぶどうの森　ファーム金沢百番街店
- カフェぶどうの森　金沢エムザ店
- イタリアンカフェぶどうの森　金沢フォーラス店
- イタリアンカフェぶどうの森　イオンモールかほく店
- レストランぶどうの森　タパス・エ・バール
- ゆげや萬久（金沢エムザB1F）
- 洋菓子工房ぶどうの森　金沢百番街店
- 洋菓子工房ぶどうの森　イオン金沢店
- 洋菓子工房ぶどうの森　イオンかほく店
- 洋菓子工房ぶどうの森　イオンもりの里店
- 洋菓子工房ぶどうの森　アルプラフーズマーケット大河端店
- 洋菓子工房ぶどうの森　イオンモール新小松店

## コンフィチュール エ プロヴァンス、銀座のジンジャー
- 銀座本店

## カタヌキヤ
- 銀座本店（銀座のジンジャー・銀座本店１階）
- 東京スカイツリータウン・ソラマチ店
- エキュートエディション渋谷店

## まめや金澤萬久
- 本店
- まめや金澤萬久 金沢百番街店（おみやげ館内）
- まめや金澤萬久 香林坊大和店
- まめや金澤萬久 松屋銀座店
- まめや金澤萬久 金沢エムザ店

## FUQUOKKA（フクオッカ）
- 博多デイトス店